# Fausto Fernandes
Fausto Fernandes (Caculé, 7 de novembro de 1942) é um político brasileiro. Exerceu o mandato de deputado federal constituinte em 1988.
No ano de 1967, formou-se em filosofia pelo Seminário Maior Dom Justino M. Russolilo, no município de Itambé (BA). Atuando como empresário rural, foi morar no sul do estado do Pará, em Paragominas, onde tornou-se proprietário de terras.
Foi filiado à Aliança Renovadora Nacional (Arena), o qual apoiava o regime militar que atuava no país desde 1964, assumindo o cargo de prefeito da cidade onde morava, em 1977. Em decorrência da extinção do bipartidarismo (1979), ocorreu uma reformulação partidária guiada  pela nova Lei Orgânica dos Partidos, então, em 1980, passou a fazer parte do Partido Democrático Social (PDS), o qual atuou como uma continuação da Arena. Também foi chefe do Executivo municipal até julho desse mesmo ano, quando teve que deixar o cargo por motivos de saúde.
Eleito deputado estadual no Pará, em 1985. No momento em que assumiu sua cadeira na Assembleia Legislativa, em fevereiro do ano seguinte, recebeu o convite de Jader Barbalho, governador do Pará, e acabou transferindo-se para o Partido do Movimento Democrático Brasileiro (PMDB), partido pelo qual elegeu-se deputado federal constituinte nas eleições de novembro de 1986.
Ao concluir seu mandato no Legislativo estadual, em janeiro de 1987, assumiu seu cargo na Câmara dos Deputados. Passou então, a participar da Assembleia Nacional Constituinte (ANC), tornando-se membro titular da Subcomissão de Garantia da Constituição, Reformas e Emendas da Comissão da Organização Eleitoral, Partidária e Garantia das Instituições, sendo presidente desta, e suplente da Subcomissão da Política Agrícola e Fundiária e da Reforma Agrária da Comissão da Ordem Econômica.
Em 5 de outubro de 1988, com a promulgação da nova Carta Constitucional, começou a cumprir somente seu mandato ordinário. Voltou a candidatar-se em 1990 e 1994 pelo PMDB, mas não obteve sucesso, deixando a Câmara do Deputados.